# Wspinaczka

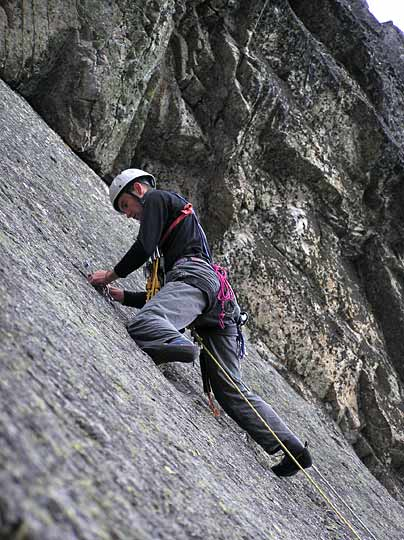
Wspinacz w połogich płytach południowej ściany Zamarłej Turni

Wspinaczka – przemieszczanie się w terenie na tyle stromym oraz trudnym, że wymaga on użycia rąk co najmniej do utrzymania równowagi.
W powyższej definicji mieszczą się tak różne działalności, jak wspinanie na kilkumetrowe kamienie (bouldering) i wchodzenie na ponad ośmiokilometrowe góry.

## Historia
Wspinaczka niegdyś uważana była za sport przestrzenny, taki jak żeglarstwo czy szybownictwo. Upowszechnienie i popularyzacja sztucznych ścian wspinaczkowych i zawodów wspinaczkowych przesunęło nieco akcenty w stronę „boiskowości”. W dalszym ciągu jednak dla znacznej części wspinających się działalność ta, to co najmniej pasja lub nawet sposób na życie.

## Teren działania

Elementy terenu wspinaczkowego: 1 – zacięcie, 2 – teren połogi, 3 – pion, 4 – przewieszenie, 5 – kant, 6 – okap, 7 – trawers

Wspinacze najczęściej wspinają się na głazy, bloki skalne, skałki, czy góry zbudowane z różnego rodzaju skały: piaskowca, zlepieńca, wapienia, łupka czy granitu.
Alternatywą dla naturalnych form skalnych są sztuczne obiekty wspinaczkowe, służące jako miejsce treningu, a także – coraz częściej – areny zawodów. Z braku takich miejsc, zainteresowanie wspinaczy wzbudzają również murki, ściany budynków, pomniki, mosty – ten rodzaj wspinania znany jest jako urban climbing lub buildering.
Ze względu na kąt nachylenia (nastromienie), teren wspinaczkowy może być połogi, pionowy, przewieszony, a nawet stanowić sufit (przez wspinaczy określany mianem dachu).
Trudności pokonywanego terenu opisuje się skalą trudności, a przebieg drogi wspinaczkowej za pomocą opisu drogi (tzw. topo).
Wspinaczka odbywa się w górę, przemieszczanie się w poziomie nazywamy trawersowaniem.

## Rodzaje wspinaczki

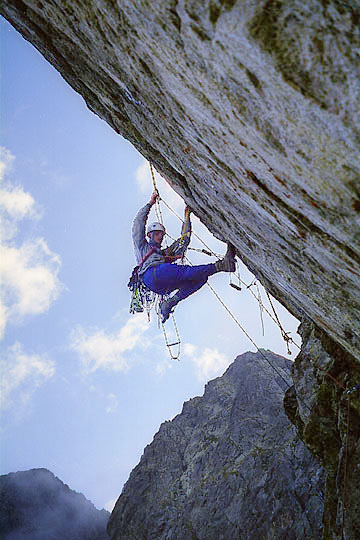
Wspinaczka hakowa na wschodniej ścianie Kościelca.

Działalność wspinaczkową można uprawiać w bardzo zróżnicowany sposób w zależności od terenu, pory roku i własnych preferencji.
Najbardziej podstawowym jest podział na:
- wspinaczkę klasyczną (możliwe są różne style) – do przemieszczania używa się wyłącznie rąk i nóg. Sprzęt wykorzystywany jest tylko w sposób bierny – do asekuracji;
- wspinaczkę techniką sztucznych ułatwień (zwana też hakówką lub wspinaczką hakową) – wspinanie z czynnym wykorzystaniem sprzętu do przemieszczania się. Dopuszcza się zawisanie na linie i założonych punktach asekuracyjnych, wykorzystanie ich jako stopnie i chwyty, zawieszanie na nich specjalnych ławeczek, czyli małych drabinek z kilkoma szczebelkami, po których wspinacz wchodzi wyżej i osadza kolejne punkty asekuracyjne.

Rodzaje wspinania w zależności od terenu działania:
- wspinanie na sztucznych obiektach,
  - buildering (urban-climbing) – wspinanie się na budynki, mosty itp.
  - na czas – wspinanie się (wyścig) dwóch zawodników po równoległych drogach
- bouldering – wspinaczka bez asekuracji na niewysokich skałkach (slangowo buldering, baldering),
- wspinaczka piaskowcowa
- wspinaczka skalna,
- wspinaczka górska,
  - taternictwo (letnie i zimowe),
  - alpinizm – w górach lodowcowych,
- wspinaczka lodowa,
- wspinaczka mikstowa – styl wspinaczkowy wymagający wykorzystania technik zarówno skalnych jak i lodowych; wykorzystywany na przykład w Alpach
  - drytooling (drajtuling),
- wspinaczka wielkościanowa (bigwall),
- wspinaczka wysokościowa (himalaizm).
- alpinizm podziemny – Jednym z miejsc, gdzie można uprawiać wspinaczkę są jaskinie. Eksplorując te obiekty turystycznie można określić taką działalność alpinizmem podziemnym, turystyką jaskiniową. Działalność tego typu w celu naukowym np. poznawania jaskiń należy określać jako speleologia. Działalność tę od wspinaczki powierzchniowej wyróżnia też znacznie intensywniejsze wykorzystanie sprzętu wspinaczkowego, głównie do zjazdów i wychodzenia po linie.

Jeśli chodzi o liczbę osób biorących udział w danym przedsięwzięciu, to wspinacze najczęściej prowadzą działalność w zespole dwuosobowym, czasami w trójkę. Na szczególną uwagę zasługuje wspinaczka samotna (zwana także solową), jako że wymaga ona posiadania specyficznych predyspozycji psychicznych oraz dużych umiejętności technicznych.
Biorąc pod uwagę asekurację, wspinanie dzielimy  na:
- bez asekuracji (zwane potocznie żywcowaniem),
- z dolną asekuracją,
  - z własną asekuracją – wspinanie tradycyjne (tradowe, w skrócie trad),
  - z wykorzystaniem stałych punktów przelotowych, takich jak spity czy ringi) – wspinanie sportowe,
- z górną asekuracją,
  - na drugiego,
  - na wędkę.

Z uwagi na szczególnie trudne warunki wyróżniamy:

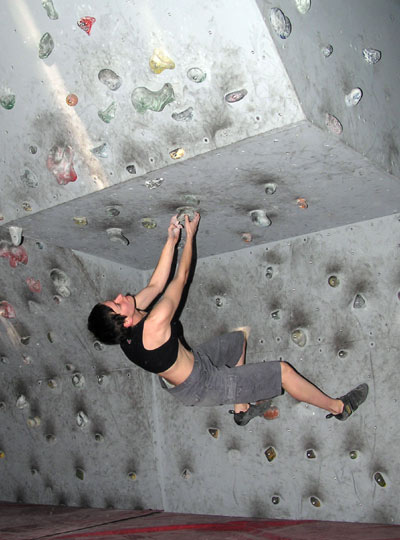
Bouldering w okapie na sztucznej ścianie.

- wspinaczkę zimową,
- wspinaczkę nocną.

## Wymagania psychofizyczne
- wspinacze powinni mieć dobre poczucie równowagi i gibkość.
- ze względu na konieczność częściowego przynajmniej przenoszenia ciężaru własnego ciała siłą rąk, predysponowani są osobnicy raczej szczupli, u których siła względna (stosunek siły do ciężaru ciała) jest jak największa, np. leptosomicy według typologii Kretschmera. Stąd utrzymanie niskiej wagi jest przedmiotem ciągłej troski dla osób zajmujących się wspinaniem poważniej niż tylko rekreacyjnie.
- do wspinaczki skalnej potrzebne są silne palce i mięśnie obręczy barkowej.
- do wspinaczki górskiej, a w szczególności wysokościowej, wymagana jest doskonała wydolność fizyczna.

## Styl
Wyróżnia się następujące style pokonania drogi:
- OS (on sight, onsight, „od strzału”) – Polega on na przejściu drogi z asekuracją dolną, ale bez żadnego wcześniejszego zapoznania się z jej przebiegiem (poza obejrzeniem tuż przed startem), bez oglądania przejścia przez innego wspinacza i bez podpowiedzi. Każde odpadnięcie powoduje, że droga ta może być pokonana co najwyżej stylem RP.
- Flash – podobnie jak OS, z tym, że dopuszcza się podpowiedzi i oglądanie przejścia przez innego wspinacza.
- RP (redpoint, rotpunkt) – styl lansowany przez Francuzów, dopuszcza dowolną liczbę wcześniejszych przejść w dowolnym stylu, jednak RP zdobywa się prowadząc drogę z dolną asekuracją i bez żadnego obciążania liny czy odpadnięć. W takich przypadkach wspinacz musi zjechać do startu, a lina musi być wyjęta ze wszystkich przelotów i zabawa zaczyna się od zera.
- RK (rotkreutz) – styl niższy od RP, dopuszcza odpadnięcie, jednak wspinacz musi być opuszczony do startu, ale lina pozostaje w przelotach – wspinacz do ostatniej zrobionej „wpinki” wspina się „na wędkę”. Nazwa wzięła się z dawnego zwyczaju oznaczania na skale już pokonanych dróg – czerwonym krzyżykiem. Na drogach pokonanych później bez odpadnięć zamalowywano krzyżyk kropką – stąd RP.
- AF (all free) – sposób wspinania z asekuracją dolną, ale dopuszcza odpadnięcia i odpoczynek w zwisie, a następnie kontynuację wspinaczki z miejsca odpoczynku. Idealny do zapoznania drogi przed przejściem RP.
- TR (top rope) – tzw. wędka – lina zawieszona jest na szczycie drogi, wspinacz jest asekurowany „na krótko” i w razie odpadnięcia od razu zawisa na linie. Styl najbezpieczniejszy, lecz bez znaczenia sportowego (aczkolwiek kiedyś uznawano przejścia TR).
- SOLO („na żywca”) – jest to bardziej sposób asekuracji (a właściwie jej brak) niż styl. Przejścia SOLO wymagają ogromnych umiejętności i bardzo silnej psychiki. Przez niektórych uważane za nieuzasadnione igranie ze śmiercią, a dla innych (np. dla Dana Osmana) były nieodłącznym elementem wspinaczki.

## Skale trudności
Skala trudności drogi wspinaczkowej jest pojęciem bardzo względnym, co wynika z ogromnego zróżnicowania predyspozycji fizycznych i psychicznych, warunków wspinaczki i wielu innych. Droga o trudności VI.4+ może subiektywnie wydawać się łatwiejsza niż droga o trudności V.
We wspinaczce skalnej istnieje wiele skal. Do najczęściej używanych należą:
- skala polska (krakowska, Kurtyki) – opracowana przez Wojciecha Kurtykę, stosowana w Polsce w granicie i wapieniu. Kolejne stopnie skali: I, II, III, IV, V, VI, VI.1, VI.2 itd. Stopnie mogą być rozszerzane poprzez dodanie „+” lub „–”, np. VI.6+,
- skala francuska – najpopularniejsza w Europie. Stopniowanie: I, II, III, IV, V, V+, 6a, 6b, 6c, 7a, 7b, 7c, 8a... itd.,
- skala amerykańska – stosowana przez wspinaczy w Ameryce Pn. i Pd. Stopnie: 5.5, 5.6, 5.7, 5.8, 5.9, 5.10a, 5.10.b, 5.10c, 5.10.d, 5.11a... itd., podobnie jak w s. francuskiej,
- skala brytyjska – składa się z dwóch członów: Ex (gdzie x to liczba od 1 w górę, określająca średnią trudność całej drogi) i drugiego członu ze skali francuskiej (określającego trudność najcięższego elementu drogi). Przykładowo – E5/6a czy E9/7c[potrzebny przypis],
- UIAA (cyfry rzymskie),
- tatrzańska (jak UIAA),
- skala przejść metodami sztucznych ułatwień (A0, A1.. itd.).

Liczbowe czy znakowe określenia trudności służą głównie nakreśleniu wspinaczowi, z czym może się przy danym przejściu spotkać, i pozwalają mu ocenić ewentualne trudności podczas wspinaczki.

## Etyka
Partnera nie zostawia się samego nawet, jak jest już tylko zamarzniętą bryłą

Podczas wspinaczki, zwłaszcza górskiej, łatwo osiągnąć granice wydolności organizmu. Pomocna wtedy jest obecność partnera, wspierającego choćby tylko psychicznie. Opuszczenie członka zespołu (poza udaniem się po pomoc) jest najpoważniejszym wykroczeniem przeciwko etyce wspinaczkowej.

Wychodzimy razem – wracamy razem

Poważnym uchybieniem etyce wspinaczkowej jest kłamanie o dokonanych przejściach. Specyfika działalności sprawia, że czasami nie ma świadków wejścia na szczyt czy pokonania drogi. Zasadą jest wtedy ufanie relacji autora dokonania.
Wspinacze powszechnie akceptują zasadę minimalizacji wpływu na środowisko naturalne.

## Zwyczaje

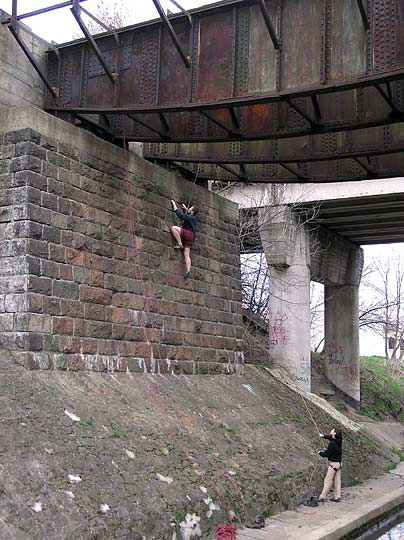
Wspinaczka na nieczynny most

Przyjęte jest, że w środowisku wspinaczkowym wszyscy są na „ty”, niezależnie od różnicy wieku i doświadczenia.

## Sprzęt
Do tradycyjnych, szeroko rozpoznawanych atrybutów wspinacza należą: lina i czekan.
W rzeczywistości wspinacze używają bogatej gamy wyspecjalizowanego wyposażenia służącego do wspinania, asekuracji, ubierania się i biwakowania.

## Zawody
Zawody wspinaczkowe najczęściej odbywają się w obiektach zamkniętych na sztucznych ścianach, aby zmiany pogody nie wpływały na wyniki.
Najpopularniejsze konkurencje to:
- zawody boulderowe,
- zawody „na czas”,
- zawody „w prowadzeniu”,
- zawody we wspinaczce lodowej.

W każdej z tych konkurencji rozgrywa się mistrzostwa, cykliczne zawody pucharowe i rozliczne zawody lokalne.

## Ryzyko
W powszechnym (chociaż błędnym) mniemaniu, największe ryzyko we wspinaczce związane jest z ekspozycją. W rzeczywistości, ekspozycja sama w sobie nie stanowi zagrożenia, gdyż wspinacze zabezpieczają się przed skutkami potencjalnego odpadnięcia za pomocą asekuracji (o ile nie zdecydują się na wspinanie bez jej użycia).
Faktyczny poziom ryzyka zależy głównie od rodzaju uprawianej działalności oraz umiejętności wspinacza. Ryzyko wypadku na sztucznej ścianie czy w skałkach jest niewielkie, o ile nie popełni się jakiegoś poważnego błędu. W górach, zwłaszcza wyższych, zagrożenia obiektywne w postaci nagłych zmian pogody, lawin kamiennych, śnieżnych czy lodowych sprawiają, że ryzyko wypadku jest większe.
Ponadto, ryzyko przy wspinaniu z asekuracją zależne jest też od jej charakteru – użycie stałych punktów asekuracyjnych, takich jak spity i ringi – znacznie je zmniejsza, gdyż wytrzymałość każdego prawidłowo utworzonego punktu wynosi ponad 20 kN (~2t). Natomiast wspinanie się na własnej asekuracji, z użyciem m.in. haków i kości, jest znacznie bardziej niebezpieczne, gdyż nie wszędzie daje się odpowiednio osadzić asekurację i ryzyko wypadnięcia punktu asekuracyjnego jest znaczne.
Najistotniejsza różnica w niebezpieczeństwie pomiędzy wspinaczką a innymi dziedzinami działalności ludzkiej leży nie w wielkości zagrożenia wypadkiem, ale w jego najczęściej bardzo poważnych, często terminalnych, konsekwencjach. Co więcej, w razie wypadku lub załamania pogody w górach zarówno zespół, jak i samotny wspinacz, jest w większym stopniu zdany sam na siebie – względnie na długotrwałe oczekiwanie na akcję ratowniczą, najbliżsi ludzie mogą się bowiem znajdować w znacznym oddaleniu.

## Ratownictwo
Udzielanie pomocy i ewakuowanie poszkodowanych wspinaczy z terenu wspinaczkowego wymaga specjalnych kwalifikacji i wyspecjalizowanego sprzętu. Na terenie Tatr ratownictwem zajmuje się Tatrzańskie Ochotnicze Pogotowie Ratunkowe (TOPR), a w pozostałych rejonach górskich w Polsce – Górskie Ochotnicze Pogotowie Ratunkowe (GOPR).

## Organizacje
Organizacją zrzeszającą w Polsce wspinaczy i grotołazów jest Polski Związek Alpinizmu. Dokładniej rzecz ujmując, nie zrzesza on wspinaczy (osoby fizyczne), tylko zrzeszające ich organizacje (osoby prawne). Należą do nich m.in. Uczniowskie Kluby Sportowe, Kluby Wysokogórskie, Kluby Akademickie, Speleokluby i inne.
PZA jest członkiem UIAA – Union Internationale des Associations d’Alpinisme – Międzynarodowej Federacji Związków Alpinistycznych oraz UIS – International Union of Speleology.

## Podstawy prawne
Poniżej wyjątki z kilku obowiązujących w Polsce aktów prawnych dotyczących wspinaczki.

### Sport
Rozporządzenie Ministra Edukacji Narodowej z dnia 18 stycznia 2001 r. w sprawie wykazu dyscyplin i dziedzin sportu, w załączniku nr 2 zamieszcza wykaz dziedzin sportu. Jedną z nich jest alpinizm. W jej skład, według rozporządzenia, wchodzą następujące dyscypliny sportu:
- wspinaczka wysokogórska
- wspinaczka sportowa
- alpinizm jaskiniowy
- narciarstwo wysokogórskie.

### Kwalifikacje
Ustawa o sporcie, która weszła w życie z dniem 1 stycznia 2006, nie narzuca (jak poprzednia) na wspinaczy powierzchniowych obowiązku posiadania dokumentu potwierdzającego posiadanie specjalistycznych przeszkoleń. Zgodnie z postulatami środowiska, w taternictwie jaskiniowym wciąż będzie wymagane potwierdzenia kwalifikacji za pomocą odpowiedniej karty.

### Wspinaczka na terenach chronionych

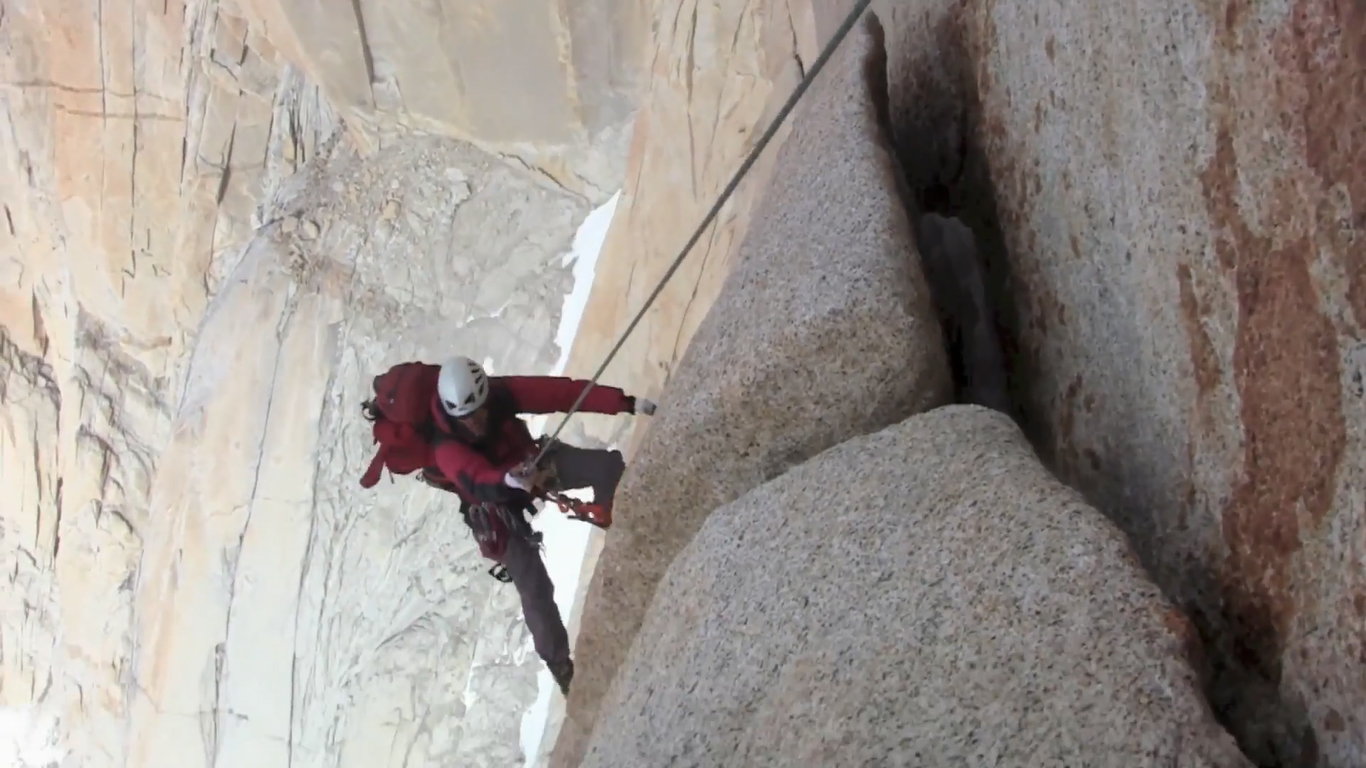
Wspinacz na Fitz Roy, Argentyna

- rezerwaty
- parki krajobrazowe